# Río Ñirihuau

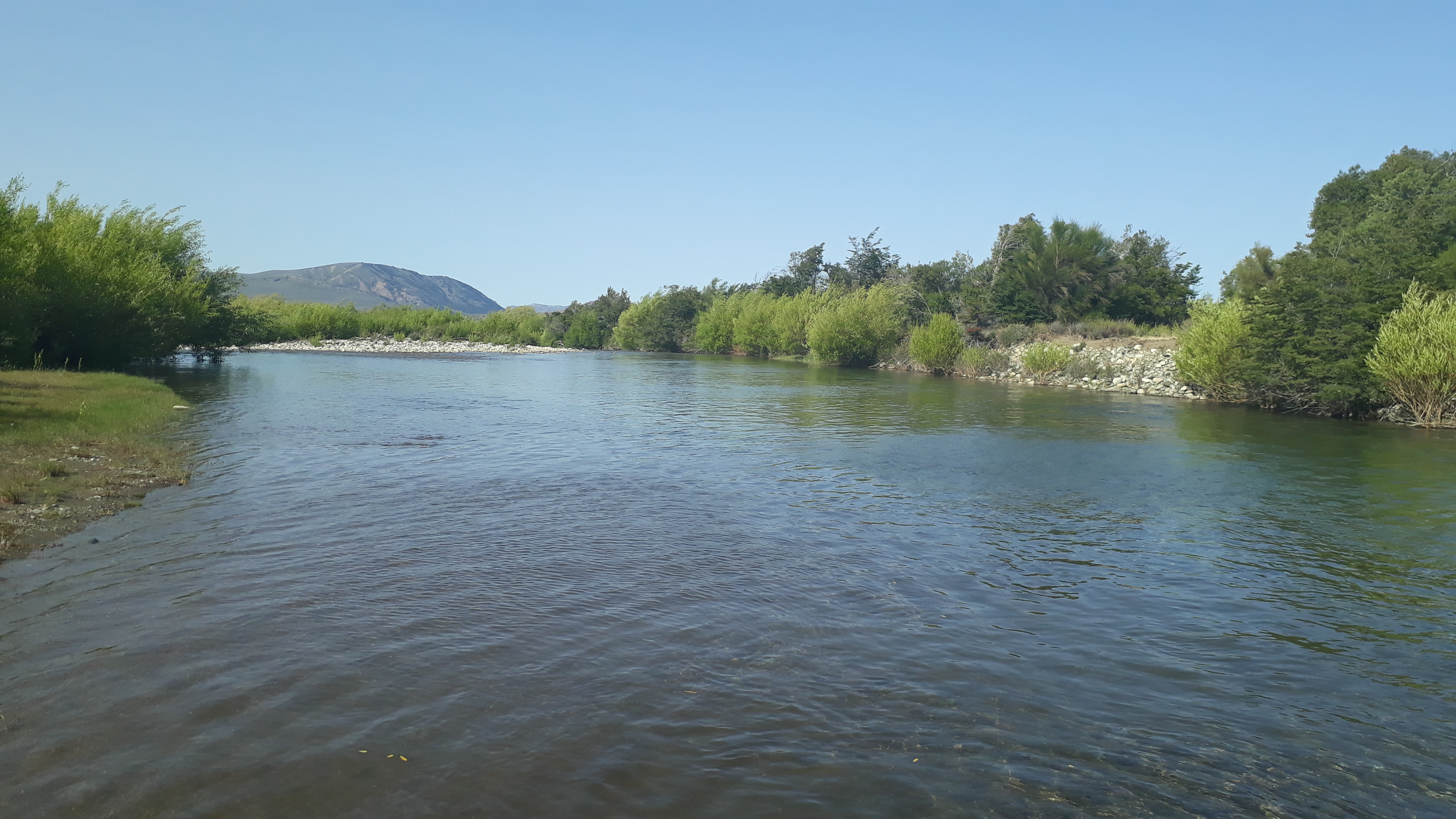
Río Ñirihuau, con desembocadura en el Lago Nahuel Huapi

El río Ñirihuau está ubicado en el sudoeste de la provincia de Río Negro, en la Argentina. Nace en el Cordón del Ñirihuau, y desemboca en el lago Nahuel Huapi, entre la ciudad de San Carlos de Bariloche y la localidad de Dina Huapi.
Su nombre significa "cañadón de los ñires" en idioma mapuche.
Sus nacientes están ubicadas dentro del parque nacional Nahuel Huapi, y —hasta los años 1970— su curso inferior marcaba el límite del mismo. Cuando el ejido urbano de San Carlos de Bariloche dejó de pertenecer al parque nacional, este territorio incluyó al curso bajo del río Ñirihuau.
Los exploradores que descubrieron la región del Nahuel Huapi a fines del siglo XIX mencionaron el río como un posible camino para llegar hasta el paso Vuriloche, aunque no que estuviera ocupado de forma permanente por los indígenas. Durante la campaña del general Conrado Villegas, la división del coronel Liborio Bernal acampó meses junto a este río; años más tarde, este oficial fue premiado con una estancia que incluía la cuenca del Ñirihuau y, aunque fue gobernador del Territorio Nacional de Río Negro, nunca visitó ese lugar. El primer explorador del valle, partiendo del campamento de Bernal, fue el capitán Jorge Rohde, que pudo constatar que resulta un camino muy incómodo para avanzar hacia el paso Vuriloche.
Su curso superior corre encajonado dentro de un valle rodeado de montañas relativamente altas, con bosques de lengas, ñires y cipreses; en este tramo, corre en dirección este y posteriormente en dirección noreste. Su curso medio corre en dirección norte a través de una llanura esteparia, excepto por un pequeño cañón de paredes rocosas en las cercanías del pueblo de Ñirihuau; este tramo bordea por el este los terrenos del Aeropuerto Internacional Teniente Luis Candelaria. Su tramo final, en dirección noroeste, recorre una llanura esteparia muy modificada por la acción del hombre, que ha sembrado montes de pinos, y presenta una amplia e intrincada llanura aluvial antes de desembocar en el lago Nahuel Huapi.
Es la principal corriente de agua que desemboca en la porción occidental del gran lago, de modo que atrae a los salmónidos que buscan desovar; por ello ha sido tradicionalmente un buen pesquero. En la actualidad, la calidad y tamaño de las piezas de pesca lograda ha disminuido considerablemente debido a la sobrepesca y al crecimiento poblacional en su ribera.
En la primera década del 2000 fue descubierto un yacimiento de petróleo —cuya provisión de combustible no ha sido aún estimada— en las cercanías del curso medio-inferior del Ñirihuau. Grupos medioambientalistas han iniciado la oposición a una posible extracción de petróleo en esa zona, tan cercana a regiones turísticas y de interés ecológico. En épocas pasadas se proyectó la extracción de carbón de un yacimiento ubicado en el alto valle de este río.
El valle del Ñirihuau ha sido muy estudiado por sus valores geológicos y paleobotánicos, lográndose encontrar valiosos descubrimiento sobre el desarrollo de las podocarpáceas y el género Araucaria.
Los libros y mapas que refieren a la campaña al desierto (1883, nombran al río como Arroyo Reuau.